# Thomas Bernard Croat
Thomas Bernard Croat ( 1938) es un botánico, curador, y explorador estadounidense, que ha realizado expediciones botánicas a países como Colombia, Panamá, Egipto, Kenia, Nigeria, y Madagascar. Trabaja académicamente en el Jardín Botánico de Misuri.
En 1962, obtuvo su B.A., en el Simpson College de Iowa; en 1966 su M.Sc., en la Universidad de Kansas, y su Ph.D. en la misma alta casa, en 1967.

## Algunas publicaciones
- 2005. Xanthosoma feuersteiniae (Araceae), a new species from southeastern Ecuador (enlace roto disponible en Internet Archive; véase el historial, la primera versión y la última).. Con Josef Bogner; en «Willdenowia» 35: 327—331

- 2004. Revision of Dieffenbachia (Araceae) of Mexico, Central America and the West Indies. Ann Mo Bot Gard 2004 91:668–772

- ---------, g. Zhu. Revision of Dracontium (Araceae). Ann Mo Bot Gard 2004 91:593-667

- ---------, tom Stiebel. 2001. Araceae. En: W.D. Stevens, C. Ulloa Ulloa, A. Pool & O. M. Montiel (eds.) Flora de Nicaragua. Monogr. Syst. Bot. Missouri Bot. Garden 85: 136-188. MBG Press, otoño/invierno 1999

- ---------, m.a. Pérez-Farrera. A new species of Anthurium (Araceae) from Chiapas, Mexico. Novon 11: 88-91

- 1994. The use of New World Araceae as drug plants. Japanese J. of Botany 69: 185-203

- 1992 (1994). Taxonomic status of neotropical Araceae . Aroideana 13 (1-4): 44-3

- ---------, n. Lambert. 1987. The Araceae of Venezuela, en «Aroideana» 9: 3-214

- 1986. The distribution of Anthurium (Araceae) in Mexico, Middle America and Panama. Selbyana 9: 94-99

### Libros
- 1997. A revision of Philodendron subgenus Philodendron (Araceae) for Mexico and Central America. Ann. of the Missouri Botanical Garden 84 (3) 704 pp.

- 1991. A revision of Anthurium, section Pachyneurium (Araceae). Ann. (Missouri Botanical Garden) 78 (3) 317 pp.

- 1991. A revision of Anthurium section Pachyneurium (Araceae). Ann. Missouri Bot. Gard. 78: 539-855

- 1988 (1990). The ecology and life forms of Araceae. Aroideana 11(3-4): 4-56

- ---------, d. Mount. 1988. Araceae. pp. 7-46 en Flora del Paraguay. Conservatoire et Jardin Botanique, Geneva & Missouri Bot. Gard.

- ---------, n. Lambert. 1987. The Araceae of Venezuela. Aroideana 9: 3-214

- 1986. A revision of the genus Anthurium (Araceae) of Mexico and Central America. Part 2: Panama. Monogr. in Syst. Bot. Missouri Bot. Gard. 14: 1-204

- 1983. A revision of the genus Anthurium (Araceae) of Mexico and Central America. Part 1: Mexico and Middle America. Ann. Missouri Bot. Gard. 70: 211-417

- 1981. A revision of Syngonium (Araceae). Ann. Missouri Bot. Gard. 68: 565-651

- ---------, richard Baker. 1979. The genus Anthurium (Araceae) in Costa Rica. 174 pp.

- 1978. Flora of Barro Colorado Island. Ed. Stanford University Press. 943 pp. ISBN 0-8047-0950-5 en línea

## Honores
- Profesor Honorario Adjunto, en Biología[2]

### Eponimia
Especies (78 registros IPNI)
- (Araceae) Amorphophallus croatii Hett. & A.Galloway[3]